# 377 a.C.

## Eventos
- Caio Vetúrio Crasso Cicurino, Lúcio Emílio Mamercino, Públio Valério Potito Publícola, Sérvio Sulpício Pretextato, Caio Quíncio Cincinato e Lúcio Quíncio Cincinato Capitolino, pela segunda ou terceira vez, tribunos consulares em Roma.

## Mortes
- Hipócrates de Cós, médico grego.